# Alejandro Mayol
Alejandro Alberto Mayol

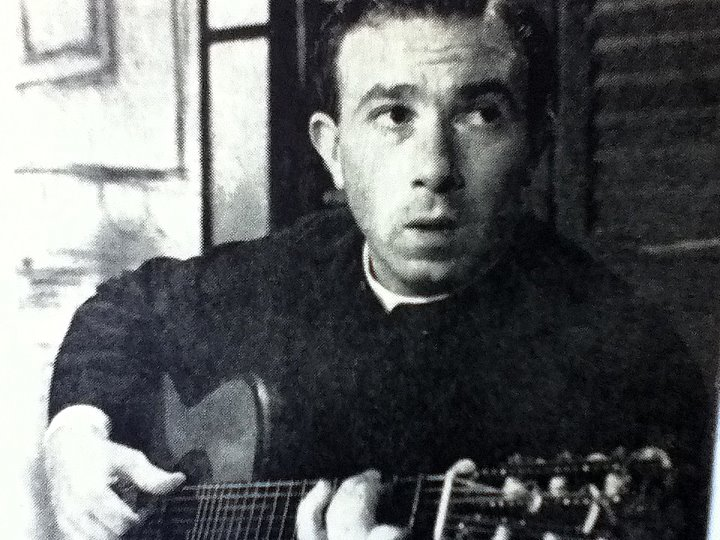
El padre Alejandro tocando la guitarra.

(Buenos Aires, 1 de junio de 1932-Buenos Aires, 3 de febrero de 2011), también conocido como el Padre Alejandro, fue un sacerdote, músico y compositor argentino.
Estudió un año de ingeniería y participó en la Juventud Universitaria Católica en la Universidad de Buenos Aires antes de ingresar al seminario. Se ordenó como sacerdote a los 27 años. Integró el Movimiento de Sacerdotes para el Tercer Mundo, junto a Carlos Mugica, influenciados por el Concilio Vaticano II. Condujo el programa de televisión Trampolín a la vida por Canal 7, Canal 9 y Canal 13.
En 1969 abandonó el sacerdocio para casarse con Beatriz Braga, con quien tuvo cuatro hijos Lorena, Ramiro, Matías y Emmanuel.
Fue compositor e intérprete de música y piezas teatrales, incluyendo canciones infantiles y sus Óperas cancheras. Algunas de sus obras más conocidas son La Creación, La Pasión según San Juan, Sinfonía inconclusa en la mar en colaboración con el cantautor Piero y la célebre Misa criolla junto a Ariel Ramírez a quien le presentó el boceto original y la idea de utilizar música folclórica.
Falleció el 3 de febrero de 2011.

## Autor y compositor de música
Autor de letra y música de numerosas canciones de carácter religioso, social o recreativo desde 1961, gran parte de las cuales fueron interpretadas por el autor en ediciones discográficas de la Argentina, Uruguay y España.
Las editadas por el sello CBS entre 1960 y 1964 se comercializaron en Argentina, México, Venezuela, Paraguay, Uruguay y Chile.
En España grabó en el sello Hispavox.
Cumplió presentaciones en recitales del interior del país, Chile, Uruguay, Venezuela y España, interpretando canciones de su autoría.
- En 1961 tuvo su propio programa semanal por Canal 9, denominado Trampolín a la vida y posteriormente tuvo un espacio semanal dentro del programa Buenas tardes mucho gusto, que se transmitía por Canal 13.
- En 1964 le propuso a Ariel Ramírez la idea de hacer La Misa Criolla con ritmos folclóricos y sobre la base de un esquema litúrgico que le proveyó y que fue la base de la que partió esta obra que hasta hoy sigue difundiéndose por todo el mundo.

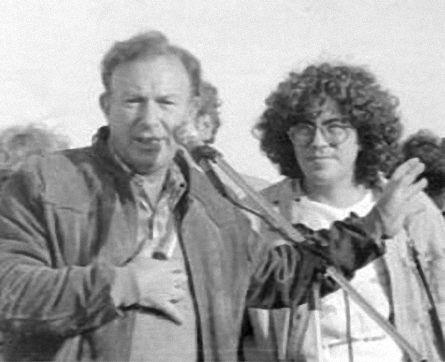
Alejandro Mayol y Piero en los años setenta.

- En 1974 muchas de sus canciones fueron grabadas por el cantante Piero en una larga duración del sello RCA Víctor, titulado Sinfonía inconclusa en la mar. Dicho cantante regrabó este disco y otros del autor en Colombia, y cantó sus canciones en numerosos recitales realizados en ese y otros países de Centroamérica.
- Ese mismo año compuso la obra musical unitaria titulada Cantata Navideña Emmanuel, que fue grabada por el conjunto folklórico Los Abrileños, y editada en casetes por Ediciones Paulinas. Posteriormente la Editorial San Pablo editó una nueva versión grabada por Claudio Sosa en CD y casete.
- En 1978 realizó el guion cinematográfico de la película Para que el sol no se apague ―también llamada Las travesuras de Cepillo―, que fue declarado de interés especial por el Instituto Nacional de Cinematografía, que le concedió un crédito para su filmación. La película fue dirigida por Jorge Pantano e interpretada por Arturo García Buhr, Osvaldo Terranova y Arturo Maly. En 1989 fue presentada en el XI Festival del Nuevo Cine Latinoamericano, en Cuba, en donde obtuvo el Primer Premio al trabajo de cine más gustado por los niños.
- En 1978 compuso letra y música de una larga duración (catorce canciones) titulado La aventura de Noé, que grabó como intérprete en el sello EMI Odeón.
- En 1979 escribió la novela sobre dicho guion, La aventura de Noé, que fue publicada por Ediciones Paulinas.
- En 1982 compuso letra y música de una obra unitaria titulada La Pasión según san Juan, que fue grabada por el conjunto La Fuente.
- En 1983 y 1985 La Pasión según San Juan se representó como auto sacramental para la Semana Santa en la cancha de Vélez Sársfield ante alrededor de cuarenta mil personas. Desde entonces, La Pasión según San Juan se representa como auto sacramental en numerosas comunidades parroquiales durante las celebraciones de Semana Santa. En 1984 fue representada en las canchas del Club Defensa y Justicia de Florencio Varela y en la Cancha de Quilmes, con el auspicio del Obispado de Quilmes y de las respectivas Secretarías de Cultura municipales. También se representó en la Cancha de Tigre y en muchos colegios de todo el país. Particularmente en el partido de General Madariaga (provincia de Buenos Aires), desde hace más de veinte años la comunidad local ha erigido alrededor de La Pasión según San Juan su principal celebración pascual, que repiten durante todas las noches en el Parque Anchorena desde el Jueves Santo hasta el Domingo de Pascua, donde ha sido considerada de interés municipal, provincial y nacional y cuenta con cinco mil asistentes por noche y en la que participan más de trescientas personas. Asimismo se representa desde hace nueve años. También se representa desde hace 9 años en el anfiteatro del Parque municipal de la ciudad de Dolores.
- En 1985 compuso una ópera popular basada en la historia sobre la identidad nacional, titulada La Patriada, que fue representada por sectores populares de Florencio Varela, y representada en distintos teatros de la provincia de Buenos Aires, en el teatro del Instituto de Cultural Religioso Superior de la Capital Federal y en funciones al aire libre en la zona de la costa atlántica. Esta obra, que le pertenece tanto en música como en letra, fue grabada en Estudios Avatar, por un grupo de músicos de la zona sur del Gran Buenos Aires.
- En 1990 compuso la obra El hálito, música y letra para auto sacramental sobre Pentecostés. Esta obra fue representada en el anfiteatro de la ciudad de Posadas (provincia de Misiones, ante cuatro mil espectadores, en oportunidad de realizarse el Encuentro Nacional de Misioneros.
- En 1992, el sello EMI Odeon grabó la comedia musical El cachuzo rantifuso, con letra de Alejandro Mayol y música de Piero, interpretada por Juan Carlos Baglietto, Piero, Marilina Ross, y la participación de Patricia Sosa, Adrián Noriega, Alejandro Mayol, Lorena Mayol y dibujos de tapa de Carlos Nine, creador del personaje.
- Autor y compositor del disco Piedra libre: Regrabación de sus temas más conocidos con músicos y artistas contemporáneos como Leonardo Sbaraglia, Lorena Mayol (hija del compositor), Pablo Sbaraglia, Andy Grimdishch, Beto Solas y Edgardo Cardozo, entre otros.
- Autor de Fe tropical, un CD de cumbia interpretado por músicos tropicales de la escena local.
- Autor de una cantata navideña que se representó en la Navidad del Milenio (diciembre de 1999), en el Obelisco de Buenos Aires, con Pedro Aznar, Teresa Parodi, Julia Zenko, Opus 4, Abel Pintos, Guillermina Béccar Varela y Chango Farías Gómez.[5]

## Otras autorías (libros y guiones)
- En 1967 escribió el prólogo del libro de Norberto Habegger: Camilo Torres, el cura guerrillero, editado por A. Peña Lillo.
- En 1970 fue coautor ―con Norberto Habegger y Arturo Armada― del libro Los católicos posconciliares en la Argentina (1963-1969), que fue editado por Editorial Galerna.
- Autor del guion de microprogramas radiales emitidos de lunes a viernes, durante 1985 por Radio Splendid con el título de Cristo Vive, publicó numerosas notas de reflexión en las revistas Nuestros Hijos, La Familia Cristiana, Cultura Casa del Hombre, Tierra Nueva y Nueva Tierra.
- Autor del guion de los audiovisuales El changuito de Belén y Los cuadrados y los redondos, y de numerosos cuentos, algunos publicados en revistas, otros en libros, muchos para niños y también para no tan niños. Entre ellos se encuentra una recopilación publicada por Ediciones del Encuentro, con el título Cuentos para la vida que te mira (1989) y los de la colección Sol y Vida de Ediciones Paulinas: El panzazo, Historia de una semillita, Las dos casitas, El dueño de la vida y El hijo que volvió (1977).

## Otras actividades
- Ejerció el sacerdocio entre 1960 y 1969.
- Cumplió funciones en la Federación Gráfica Bonaerense en el área de Cultura.
- En 1973 fue director de Cultura y Educación de la provincia de Buenos Aires.
- En 1984 asumió como secretario de Cultura, Recreación y Deportes de la municipalidad de Florencio Varela, cargo que ejerció hasta 1997.
- De 1973 a 1975 fue ayudante de la cátedra de Historia Nacional y Popular en las Facultades de Filosofía y Letras y Ciencias Económicas de la UBA.

## Lista de autor
Temas musicales de su autoría (letra y música) editados e interpretados por el autor
- «Hay fiesta en la casa del Padre» (CBS), zamba
- «La canción de la abuela» (CBS),
- «Ternura de Navidad» (CBS), canción de cuna
- «Anunciación» (CBS), villancico
- «La caravana» (CBS), balada
- «¡Señor, no tienen vino!» (CBS), rock lento
- «La plancha» (CBS), canción
- «Piedra libre» (CBS), canción
- «Shorty Malone» (CBS), canción vaquera
- «La creación» (CBS).
- «O trompeteiro» (CBS), baión
- «Los indios pirulines» (CBS), canción vaquera
- «El trencito del oeste» (CBS), canción vaquera
- «Luna de miel en Arizona» (CBS), canción vaquera
- «El vaquero Cuatrocky» (CBS), canción vaquera
- «Johnny Cartucho» (CBS), canción vaquera
- «Trampolín a la vida» (CBS), vals
- «Hermano sol, hermana luna» (Philips), letra: A. Mayol, música: Teresa Usandivaras
- «El arca cross» (Philips),
- «Ronda, monda y lironda» (CBS), letra: A. Mayol, música: Sara Santacoloma
- «Aleluya» (CBS) de Soeur Sourire, versión en castellano
- «Zamba del grano de trigo» (CBS).
- «Pajarito de rastrojo» (CBS), zamba
- «El alumni y la clave» (CBS), tango
- «Mirón» (CBS), tango
- «Llaga» (Hispavox, España), bolero
- «Tú» (Hispavox, España), calypso
- «Hay que dejarse pescar» (Hispavox, España), chachachá
- «Milonga de David y Goliat» (Hispavox, España).
- «Los dioses de bolsillo» (Hispavox, España), canción
- «Zaqueo» (Hispavox, España), canción
- «El marciano» (Hispavox, España), rock

Temas grabados en otros sellos:
- «Zamba del Señor de Renca»
- «Cha-cha-cha condicional»
- «Bailecito del tío»
- «Las invasiones chacarera»

- Otros temas de los que es autor (música y letra), inéditos:
- «El tractorista», zamba
- «El camionero», tango
- «Nostalgias de infancia», zamba
- «AEIOU», zamba
- «La resurrección», canción
- «Pólvora y miel», bolero
- «Pandora»
- «Don Romero»
- «Tanto»
- «Ya llegó el tiempo e la poda»
- «Hombre, mujer y tierra zamba»
- «Tu palabra»
- «Preparate Robustiana»
- «Los monos y la veda»
- «Triunfo de la espera»
- «Zamba de la compañera»
- «Tú que puedes cantar»
- «La bruja Garrapata»
- «O zurdo Picabea»
- «Salmo para tiempo de guerra chacarera»
- «¡Atención!»

- Obras musicales unitarias y sus respectivos temas:
- Sinfonía inconclusa en La mar. CBS. Intérprete: Piero. Autor de música y letra: A. Mayol, excepto la música de la canción homónima, que es de Piero. Contiene además de «Sinfonía» otros ocho temas
- La aventura de Noé, canticuento a barlovento. Phonogram. Contiene catorce temas:
  - Salmote del despertar
  - Construcción del arca
  - Paloma de la paz, amiga mía
  - Las provisiones Todos a bordo!
  - Cielito del aguacero (música de autor anónimo, letra de Mayol).
  - La última gota
  - Concierto en el arca
  - Canción para secar el mar
  - Huella de la palomita
  - Millonaria de colores
- Cachuzo rantifuso, opereta cachusa; EMI. Letra: A. Mayol; música: Piero. Intérpretes: Juan Carlos Baglietto, Piero, Marilina Ross, A. Mayol, Lorena Mayol, Patricia Sosa, etc. Contiene trece temas:
  - Obertura por chamarrita
  - ¡Chamuyeta presente!
  - Conga mistonga
  - La salsa de Papirusa
  - El paseíto
  - La jungla de los jingles
  - Fantasías
  - ¿Morfosis? ¡Meta!
  - Milonga canchera
  - Chamuyeta, here I come
  - La soledad de Cachuso
  - El despegote
  - Conga mistonga.
- Misa Criolla, música Ariel Ramírez, contiene temas referentes a las distintas partes de la misa, compuestos en ritmos folklóricos.
- Emmanuel, cantata navideña interpretada por el grupo folklórico Los Abrileños. Editada por Ediciones Paulinas. Contiene los siguientes temas:
  - Magnificat
  - Fiesta cielito
  - La carpintería
  - Mejor no mirar pa tras
  - El hotelero de Belén
  - Pesebre y silencio
  - Ranchera de los pastores
  - Huella de los Reyes Magos
  - Ternura de Navidad
  - Guarda la paz.
- La Pasión según San Juan. Letra y música: A. Mayol. Intérpretes: grupo La Fuente y músicos invitados. Contiene los siguientes temas: Convocatoria por milonga (milonga).
  - La vida a la muerte vence
  - La cueca de los ramos
  - No hay mayor amor (cielito).
  - Candombe de la traición
  - El llanto de Pedro
  - Los sueños de Marcia
  - Que caiga su sangre sobre la Nación
  - De pie la Madre doliente
  - Vidalita del entierro
  - Triunfo de la vida
  - Credo de la resurrección.
- La Patriada ―ópera canchera―. Textos, poemas, letra y música de las canciones: A. Mayol. Contiene los siguientes temas:
  - Siempre es buena la ocasión (milonga).
  - Yo soy el bombo (poema).
  - Salamanqueando recuerdos (chacarera).
  - Diálogo entre el poder y el sueño
  - Leyendo lunas (loncomeo).
  - Don Quijote y Dulcinea de Indias (romance-guarania).
  - El mestizaje (galopa).
  - Bajo el horizonte de agua (cifra).
  - Chayita de la reconquista (chaya).
  - Fiesta de Buenos Aires (jota).
  - Salamanqueando recuerdos
  - Camino del exilio (canción).
  - El entrevero (cifra).
  - La Vuelta de Obligado (candombe).
  - Rancherita criolla (ranchera).
  - El l7 (poema).
  - Triunfo de las patas (triunfo).
  - Convocatoria latinoamericana (poema).
  - Aleluya de la liberación (himno-marcha).
- Con bombo y computadora, conjunto de temas compuestos a pedido de la Municipalidad de Florencio Varela sobre la gestión de las distintas áreas y editados por dicho municipio. Intérprete: Beto Solas, excepto un tema grabado por Piero. Contiene los siguientes temas:
  - Los negros del corralón
  - Zambita para mi tierra
  - Chamamé de la buena leche
  - Chayita de los huerteros
  - Rap de los piojos
  - Murguita de los jardines
  - Huellita pa’ don Silvio Dessy
  - Zambita para mi tierra
  - Chacarera del plan País
  - La Creación.
- El hálito (obra teatral inédita). Autor de la totalidad de la letra y de partes de la música.